# Costantino I di Grecia
Costantino I di Grecia (in greco Κωνσταντίνος Αʹ της Ελλάδας?; Atene, 2 agosto 1868 – Palermo, 11 gennaio 1923) è stato Re di Grecia dal 18 marzo 1913 all'11 giugno 1917 e di nuovo dal 19 dicembre 1920 al 27 settembre 1922, questa volta col nome di Costantino XII, proclamandosi così continuatore della dinastia regnante dell'Impero romano d'Oriente, caduto nel 1453 ad opera degli Ottomani. L'ultimo sovrano bizantino fu infatti Constantino XI.

## Biografia

### Giovinezza

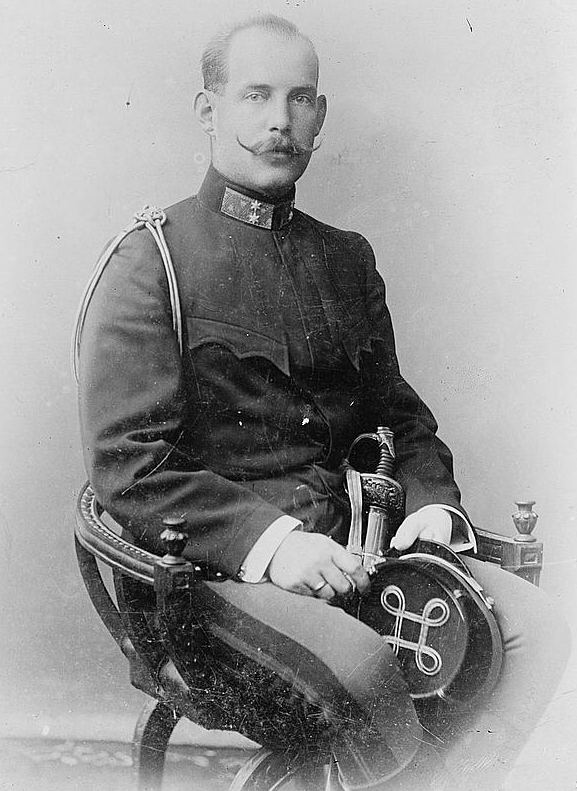
Costantino, duca di Sparta.

Costantino nacque il 2 agosto 1868 ad Atene, primogenito di Giorgio I di Grecia e della moglie, la Granduchessa Ol'ga di Russia; apparteneva alla dinastia Schleswig-Holstein-Sonderburg-Glücksburg, Grecia, discendendo anche dalle Case reali di Russia, Prussia e Danimarca, paese natale del padre che, nato Principe Guglielmo di Danimarca, venne eletto Re degli Elleni nel 1863. Aveva quattro fratelli, Nicola, Giorgio, Andrea e Cristoforo, e tre sorelle, Alessandra, Maria e Olga. La nascita di Costantino venne accolta con un'immensa ondata di entusiasmo, essendo nato quale nuovo erede al trono e primo membro della famiglia reale a venire alla luce in Grecia, in particolare ad Atene. Un cannone cerimoniale, posto sul Colle Licabetto, sparò il saluto reale e un'enorme folla si radunò fuori al Palazzo reale, gridando il nome del nuovo principe ereditario, appunto "Costantino"; il nome era sia quello del nonno materno, il granduca Konstantin di Russia, sia quello di colui che secondo la tradizione avrebbe riconquistato Constantinopoli e che si sarebbe chiamato Costantino XII, legittimo successore dell'Imperatore Costantino XI. In famiglia era conosciuto come "Tino".
Il principe venne così battezzato col nome "Costantino", in greco Κωνσταντῖνος?, il 12 agosto 1868, ricevendo il titolo Diadochos (greco Διάδοχος, secondo la tradizione, principe ereditario, successore) e poi il padre Giorgio I ed il Primo ministro, tramite un decreto del 22 agosto, diedero al principe il titolo di Duca di Sparta, titolo che però venne usato solo all'estero. Costantino venne battezzato secondo la religione greco-ortodossa, e non luterana danese.

### Carriera militare

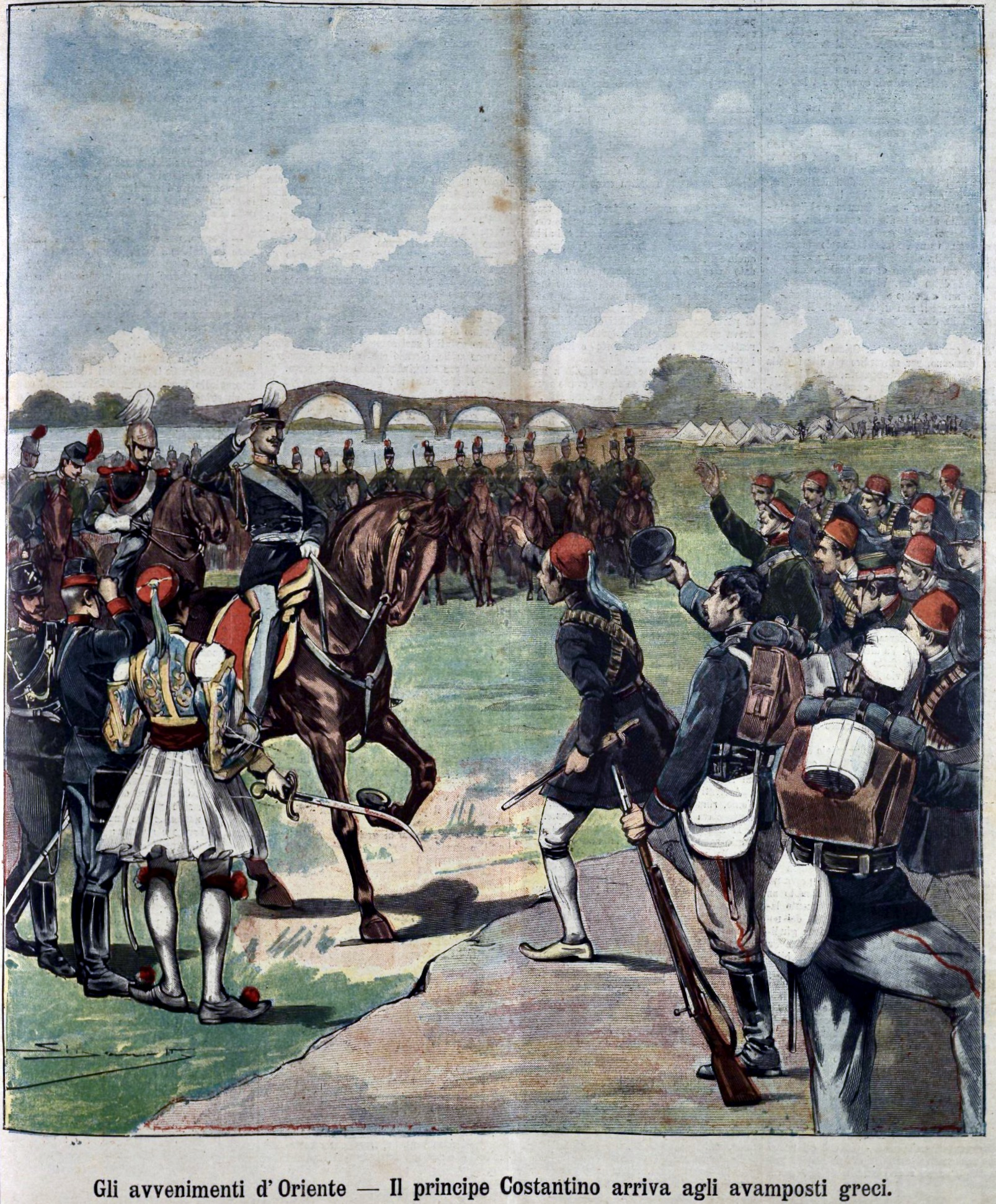
Costantino a cavallo, durante la Guerra greco-turca, nel 1897.

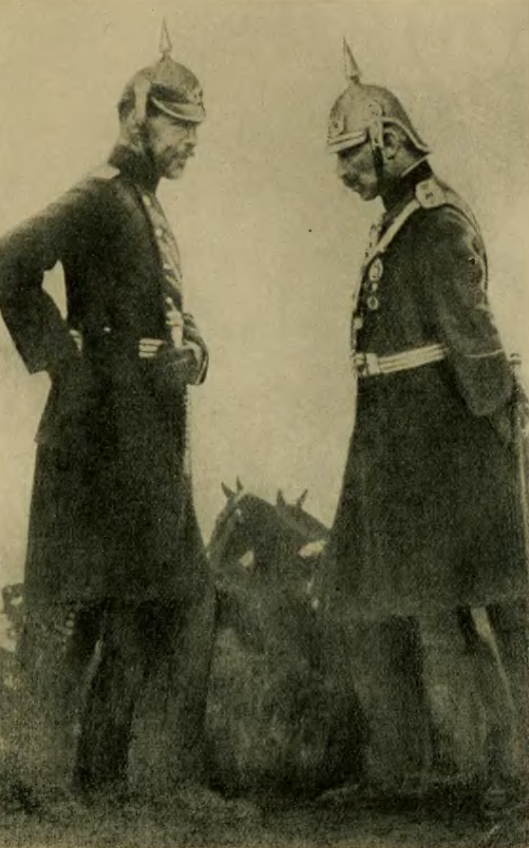
Costantino e il Kaiser Guglielmo.

Una volta imparata la lingua greca e dopo essere stato istruito da alcuni precettori, Costantino frequentò l'Accademia militare di Atene dove si diplomò nel 1886. Dopo di che si recò a Berlino e frequentò l'Accademia militare della capitale tedesca; durante questo periodo il Duca di Sparta cominciò a mostrare un atteggiamento filo-tedesco, che fu poi rafforzato dal suo matrimonio con la sorella del Kaiser Guglielmo II. In qualità di principe ereditario, Costantino ebbe un ruolo determinante nell'organizzazione delle Olimpiadi estive del 1896, nominando un comitato per allestire Atene per i giochi e vigilando attentamente sul completamento dei suoi compiti. Nel 1897 Costantino prese parte alla Guerra greco-turca, in qualità di Capo delle truppe di stanza nella regione della Tessaglia. L'esercito greco fu sconfitto e molti attribuirono a Costantino la responsabilità del disastroso. Il Duca di Sparta comunque assunse il grado di Capo di Stato maggiore dell'Esercito, alla fine del XIX secolo.
Il paese soffriva di una costante instabilità politica ed economica. Nel 1909 il morale del popolo greco arrivò ad un punto di rottura; l'elevata disoccupazione, la scarsità di denaro e l'aumento delle tasse provocarono una grande rabbia nei confronti dei reali. Non fu solo il popolo a rivoltarsi, ma anche gli alti funzionari militari che volevano il licenziamento da ogni tipo di posizione militare dei principi reali, in particolare dell'erede al trono Costantino. Il 15 agosto 1909 un gruppo di ufficiali si riunì nella "Lega militare" e organizzò il cosiddetto "Golpe di Goudi"; pur dichiarandosi monarchici, i membri della lega, guidati da Nikolaos Zorbas, chiesero così, tra le altre cose, che il sovrano espellesse suo figlio Costantino dall'esercito. Costantino, la moglie Sofia ed i figli scelsero di lasciare la Grecia e si recarono in Germania, al Castello di Friedrichshof. Nel frattempo, ad Atene, iniziarono le discussioni sull'abolizione della monarchia, per fondare al suo posto una repubblica o sostituire il sovrano con un altro principe reale. Quando Eleutherios Venizelos divenne Primo Ministro greco, nel marzo 1910, alla famiglia reale fu permesso di riprendere i propri incarichi militari, così in seguito i Duchi di Sparta ritornarono in Grecia.
Nominato ispettore generale dell'esercito nel 1910, il principe ereditario preparò in tre anni un esercito di 150 000 uomini. Nel 1912 scoppiò la Prima guerra balcanica, combattuta tra la Lega balcanica, formata dai regni di Grecia, Bulgaria, Serbia e Montenegro, contro l'Impero ottomano. La partecipazione della nazione ellenica alla Lega balcanica fu opera del Premier Venizelos. Durante il conflitto, Costantino fu l'artefice di diversi successi militari: vinse i Turchi a Sarantaporo ed a Giannitsa, entrò a Salonicco il 9 novembre 1912 e portò Giannina alla capitolazione.

### Matrimonio

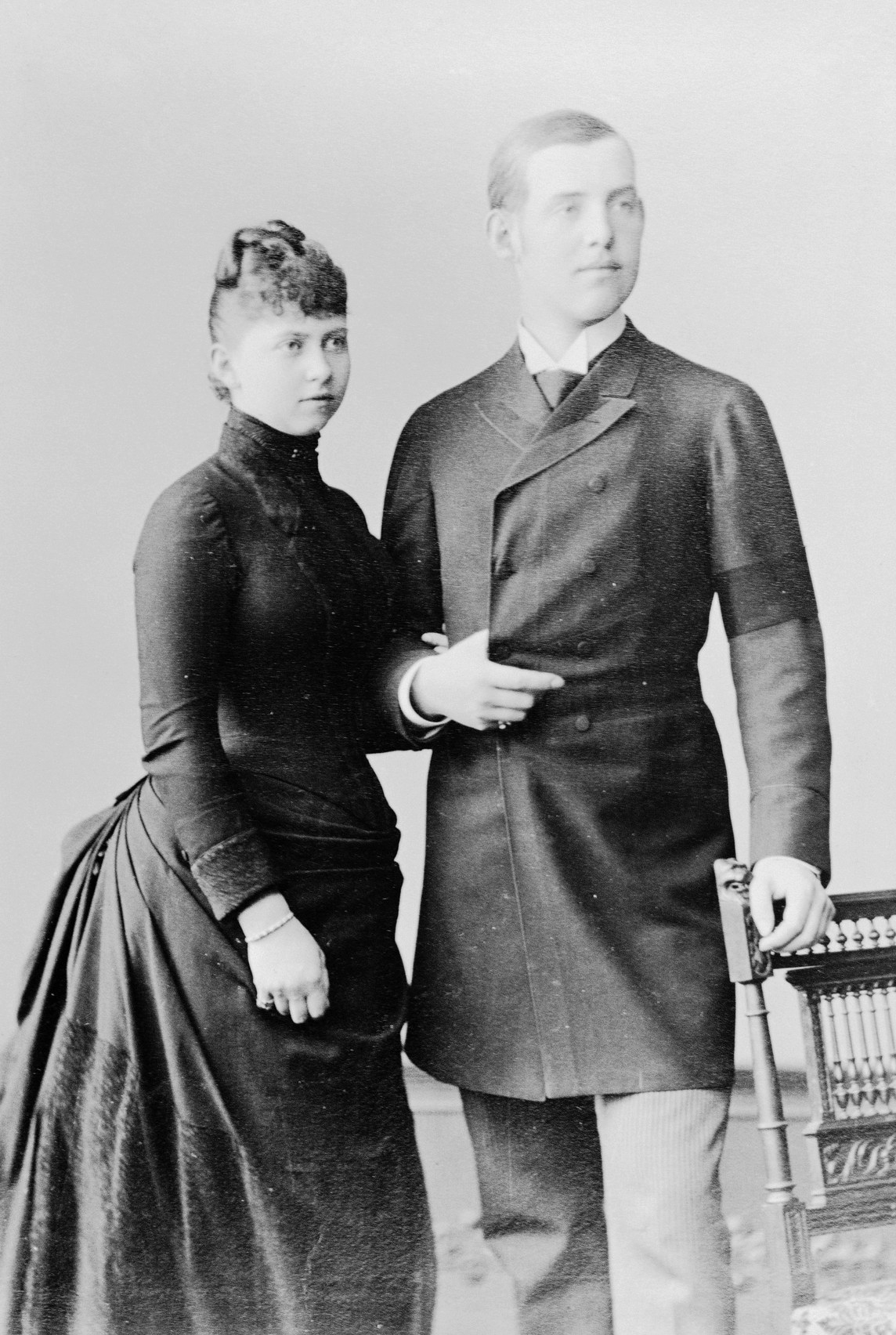
Costantino e Sofia di Grecia.

Nell'estate del 1887, in occasione del Giubileo d'oro della regina Vittoria, Costantino di Grecia incontrò la principessa Sofia di Prussia, figlia di Federico III di Germania e di Vittoria di Gran Bretagna, primogenita della regina Vittoria. La regina assistette al loro incontro e scrisse: "C'è una possibilità che Sofia sposerà Tino? Sarebbe molto carino per lei, perché è molto bravo". La madre Vicky sperava anche che Sofia concludesse un buon matrimonio, considerandola la più attraente tra le sue figlie. L'anno seguente Costantino si recò alla corte di Berlino, dove frequentò l'accademia militare, come rappresentante della Grecia in occasione del funerale del Kaiser Guglielmo I, morto a marzo dello stesso anno. Il loro fidanzamento fu annunciato il 3 settembre 1888, tuttavia non fu accolto con favore dal fratello maggiore di Sofia, Guglielmo II (e dalla moglie Augusta), che era salito al trono imperiale a seguito della morte del padre Federico III. La regina Olga di Grecia si opponeva alla fede luterana della principessa Sofia.

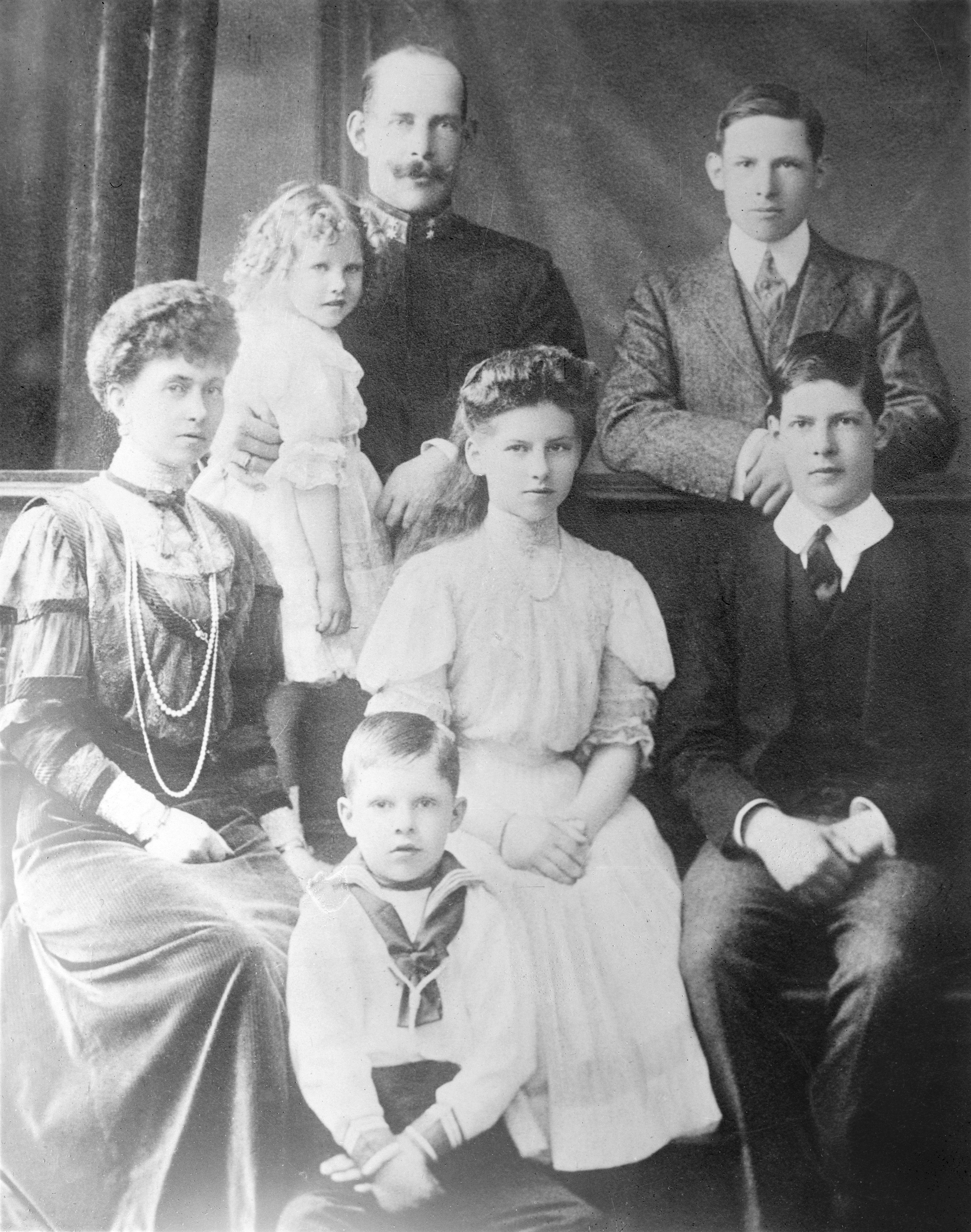
I duchi di Sparta assieme ai figli.

Sofia e Costantino si sposarono ad Atene il 27 ottobre 1889 in due diverse cerimonie religiose, una protestante ed una greco-ortodossa. L'evento fu accolto calorosamente dal popolo greco, anche se il resto d'Europa era diffidente. Dall'unione nacquero sei figli:
- Giorgio (1890 - 1947)
- Alessandro (1893 - 1920)
- Elena (1896 -1982)
- Paolo (1901 - 1964)
- Irene (1904 - 1974)
- Caterina (1913 - 2007)

La coppia in privato parlava in inglese, lingua con cui comunicavano anche con i propri figli che crebbero in un'atmosfera amorevole, tra tutori e bambinaie britanniche. Come sua madre, Sofia inculcò ai suoi figli l'amore e la vicinanza al Regno Unito e per diverse settimane ogni anno, la famiglia trascorreva del tempo in Gran Bretagna, dove visitarono le spiagge di Seaford e Eastbourne. Le vacanze estive della famiglie venivano svolte nel Castello di Friedrichshof, in Germania, ma anche a Corfù ed a Venezia, dove la famiglia reale greca si recava a bordo dello yacht Anfitrite. Costantino e Sofia inizialmente furono molto felici ma poi attraversarono un periodo difficile, durante le Guerre balcaniche: come suo padre, Costantino aveva un occhio di riguardo per le donne attraenti, ebbe infatti una relazione con la contessa Paola von Ostheim, nata Wanda Paola Lottero, un'attrice italiana di teatro che aveva da poco divorziato dal principe Ermanno di Sassonia-Weimar-Eisenach. Questa relazione durò fino alla morte di Costantino. Si vociferava anche che il Principe ereditario avesse avuto relazioni con molte donne. Come la maggior parte delle donne del suo status sociale, Sofia guardò dall'altra parte, anche se quando nacque l'ultima figlia Caterina, il 4 maggio 1913, si vociferò che la bambina fosse il risultato di un tradimento, a causa dello stato precario del matrimonio dei principi.

### Ascesa al trono

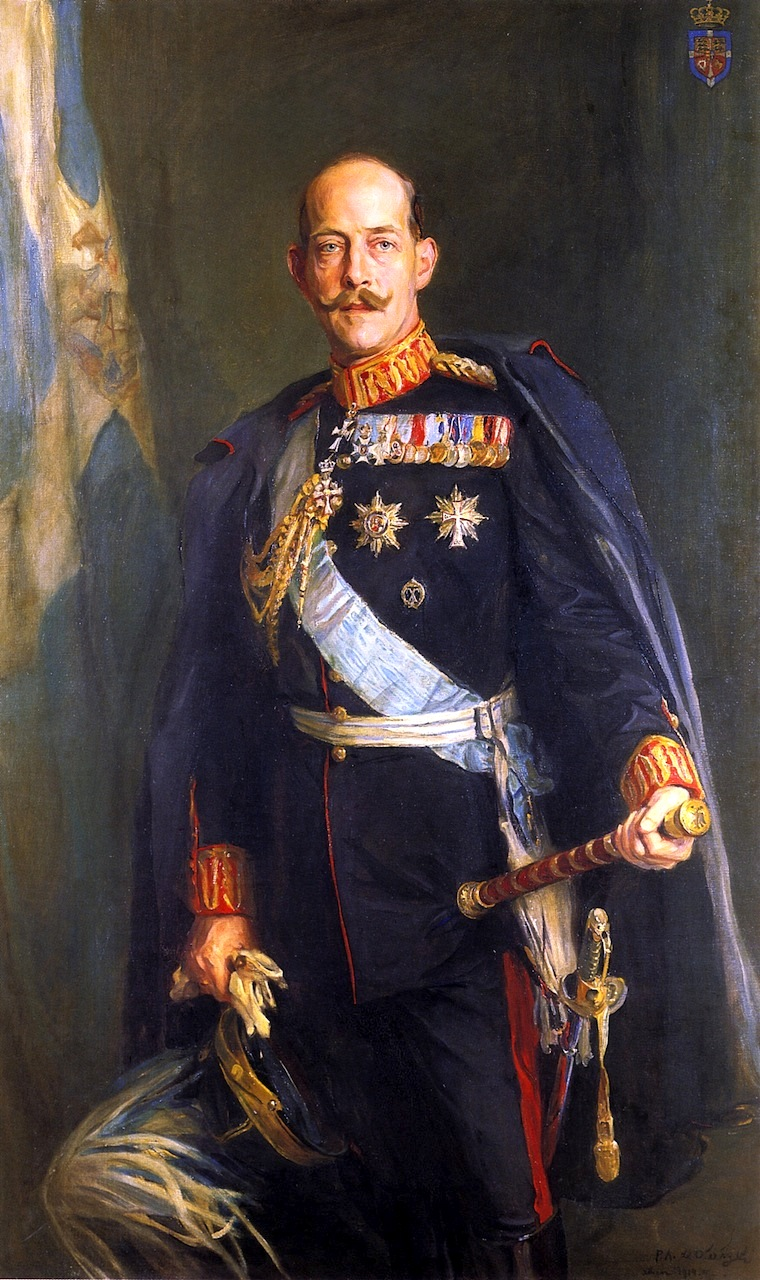
Costantino I di Grecia, nel 1914.

Il 18 marzo 1913, durante la Prima guerra balcanica, re Giorgio I venne assassinato e di conseguenza il primogenito gli successe come Costantino I, re degli Elleni. Poco dopo scoppiò la Seconda guerra balcanica, combattuta tra la Lega Balcanica, con l'aggiunta della Romania e della Turchia, contro il Regno di Bulgaria che voleva protestare contro la divisione territoriale avvenuta a seguito della Prima guerra balcanica, in particolare contro la spartizione della regione della Macedonia.

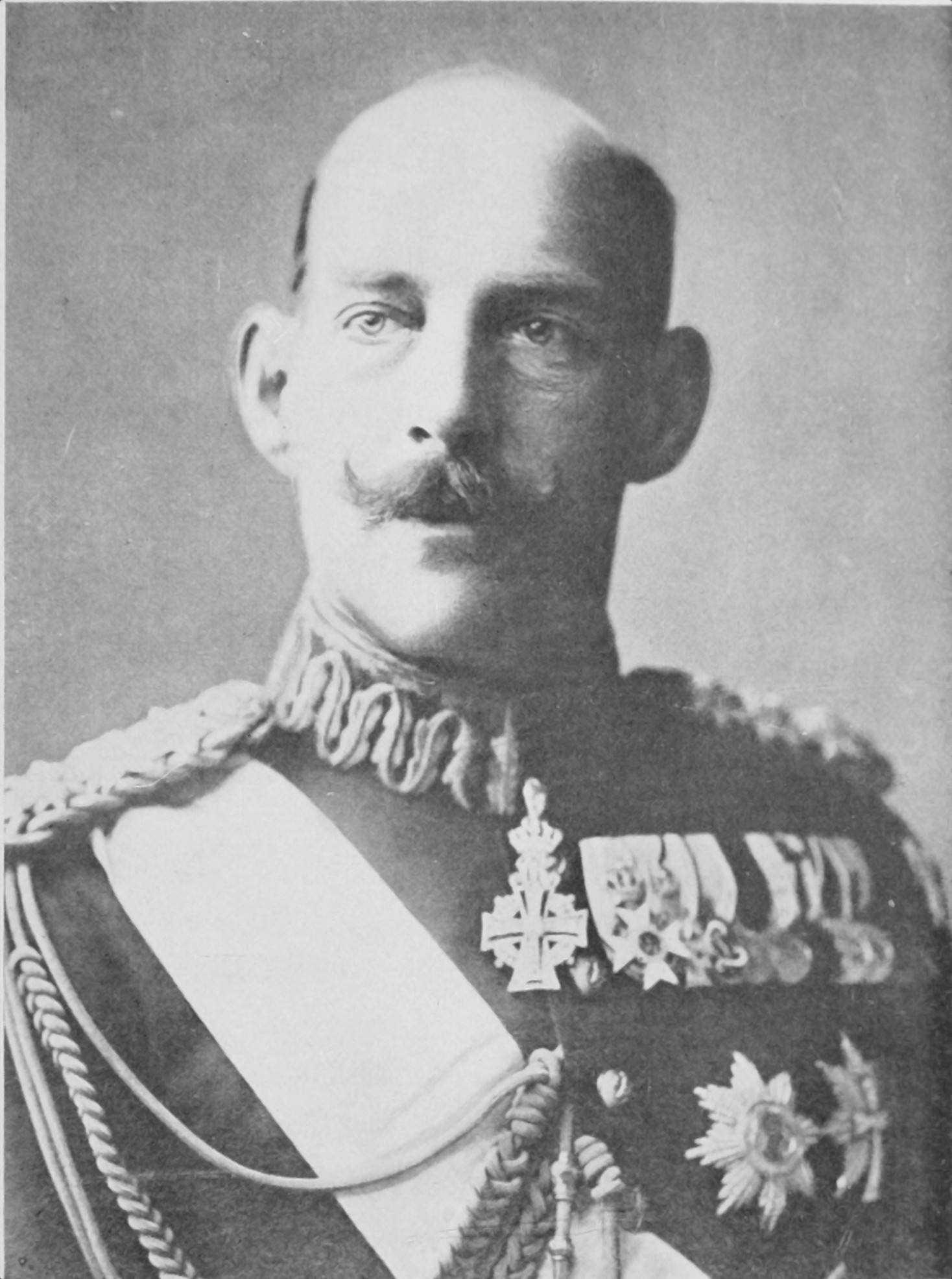
Costantino, re degli Elleni.

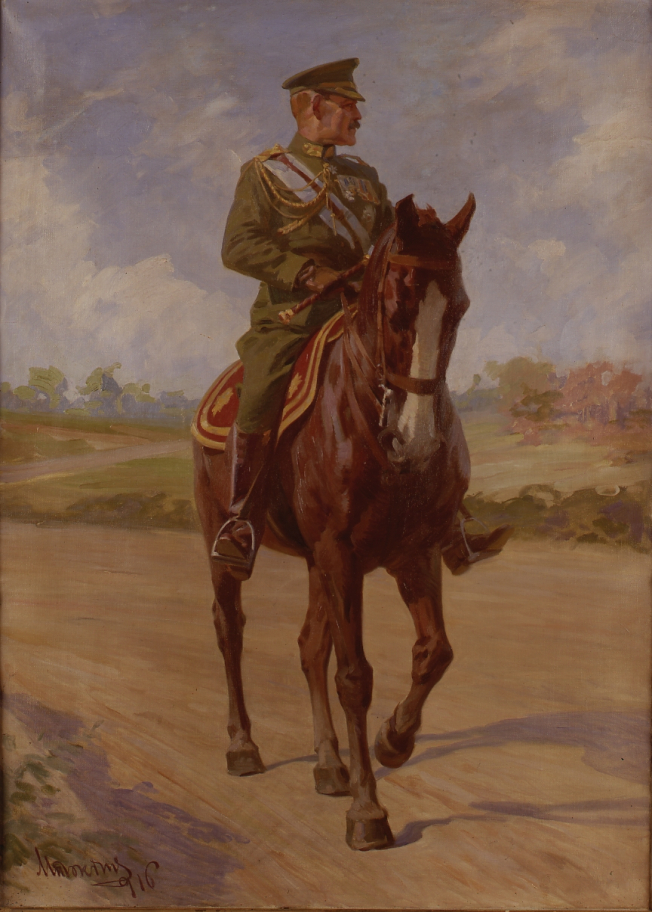
Re Costantino di Grecia a cavallo.

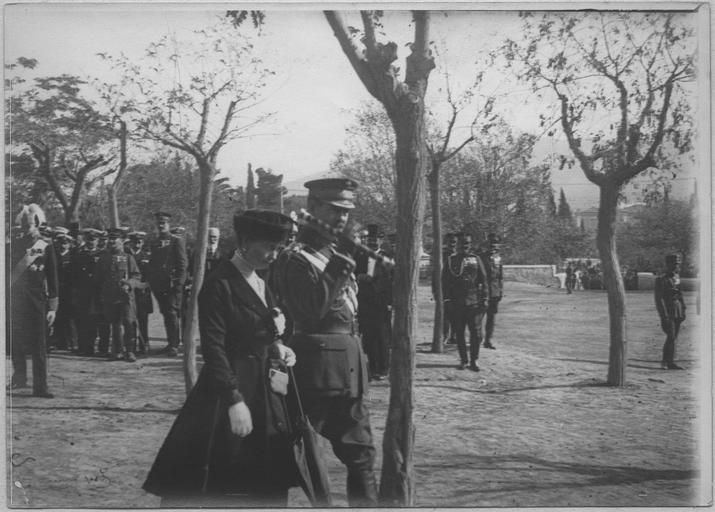
Costantino e Sofia nel 1916.

Allo scoppio della Prima guerra mondiale, la Grecia, legata alla Serbia da un trattato di alleanza difensivo, si dichiarò neutrale, decisione presa principalmente da Costantino I. Il Premir Venizelos invece avrebbe voluto aderire al conflitto a fianco dell'Intesa. Il sovrano però era chiaramente filo-tedesco e difatti, nel caso, avrebbe desiderato che la Grecia si schierasse a fianco degli Imperi centrali. Venizelos tentò invece d'indurlo a dichiarare guerra agli Imperi, nel gennaio 1915, e ritentò il progetto durante la spedizione anglo-francese nei Dardanelli. Il Primo ministro però si dimise a seguito di una vivace discussione nel consiglio della Corona del 5 marzo 1915, in cui il Re aveva chiesto 24 ore di tempo per decidere se uscire o no dalla neutralità e aveva poi sentenziato: "non ancora". L'attacco bulgaro alla Serbia, nel settembre 1915, causò una nuova rottura tra re Costantino e Venizelos, che nel frattempo era stato richiamato, poiché il Re aveva assicurato la Bulgaria di lasciarle campo libero contro la Serbia. In seguito Venizelos ordinò, con l'approvazione della Camera, la mobilitazione dell'esercito, ma il Premier fu nuovamente dimesso. La Grecia era ormai divisa in due: Costantino I, sostenuto dal clero e dai "riservisti", aveva la maggioranza fra il popolo. Nell'ottobre 1915 l'Intesa fece un passo decisivo per indurre il Re ad aderire alla propria parte: l'Inghilterra gli offrì Cipro, ma egli rifiutò. Nel 1916 cercò di mettersi d'accordo con l'Intesa, dicendo che la Grecia avrebbe potuto schierarsi contro la Bulgaria, ma non contro l'Austria e la Germania. Quando poi lasciò che le truppe bulgare e tedesche penetrassero nella Macedonia sudorientale occupando Serres, Kavala e il forte Rupel, nel maggio 1916, la rottura tra il sovrano e l'Intesa divenne completa. Il re di Grecia stava per unirsi ai Tedeschi sui campi della Macedonia. Questo pericolo indusse la Francia a forzare la situazione, a chiedere la smobilitazione, che Costantino rifiutò, e ad aiutare Venizelos a formare a Salonicco un nuovo governo, rivoluzionario. Costantino, irritato, fece sparare il 10 dicembre 1916 sulle truppe dell'Intesa acquartierate ad Atene . 

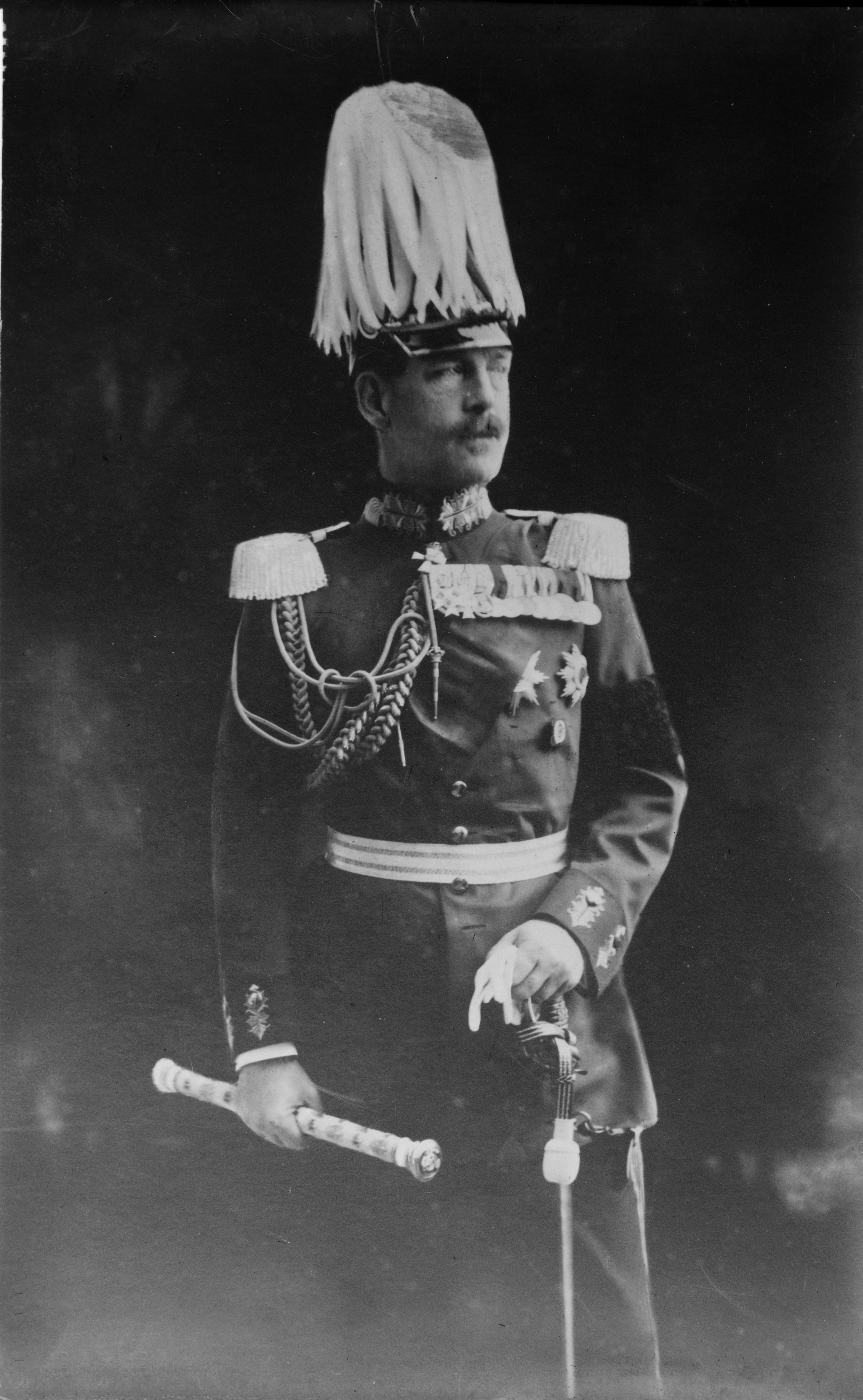
Costantino in uniforme tedesca.

In alcuni ambienti politici francesi da tempo si pensava di detronizzare re Costantino, ma l'idea da principio trovò opposizione tra gli alleati, e specialmente in Russia, dove il governo zarista temeva un'eventuale entrata dei Greci a Costantinopoli. Nel giugno 1917 l'Intesa si decise finalmente, malgrado la protesta italiana, a chiedere la destituzione di Costantino I. Il 10 giugno contingenti di truppe del generale Sarrail sbarcarono al Pireo. Senza tentare di resistere, re Costantino abdicò l'11 giugno, giorno in cui anche il primogenito Giorgio, erede al trono, rinunciò ai diritti sulla corona greca, poiché considerato filo-tedesco come il padre. A salire sul trono ellenico fu il secondogenito di Costantino I, il principe Alessandro. Costantino, la regina Sofia, i figli e molti membri della Casa reale, lasciarono la Grecia e andarono in esilio. L'ex sovrano andò in esilio in Svizzera.

### Restaurazione

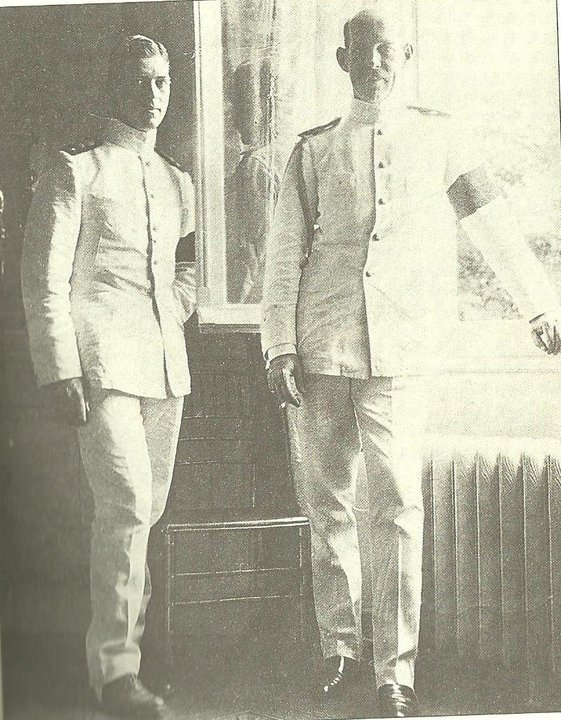
Costantino ed il figlio Alessandro.

Nel 1920 il re Alessandro morì e così si aprì una disputa costituzionale: in seguito alle elezioni del 14 novembre 1920, un vero plebiscito di 999 962 voti su 1 012 742, re Costantino fu richiamato in Grecia. Costantino I riprese il potere il 19 dicembre 1920, quando la Grecia già da sei mesi era in guerra contro la Turchia in Anatolia, e continuò le operazioni militari. Questa volta assunse il nome di Costantino XII, per l'ideale continuazione dei basileis, gli imperatori bizantini. Durante il secondo periodo di regno, fu proclamato anche massone "a vista" dal Gran Maestro di Grecia. L'esercito greco venne però sconfitto in modo devastante e la responsabilità di ciò venne attribuita ai principi reali, tra cui Andrea di Grecia che era stato coinvolto negli episodi bellici contro i turchi. Il popolo si ribellò e Costantino fu costretto nuovamente a firmare un'abdicazione, che avvenne il 27 settembre 1922. A succedergli fu il primogenito Giorgio II, re degli Elleni.

### Morte

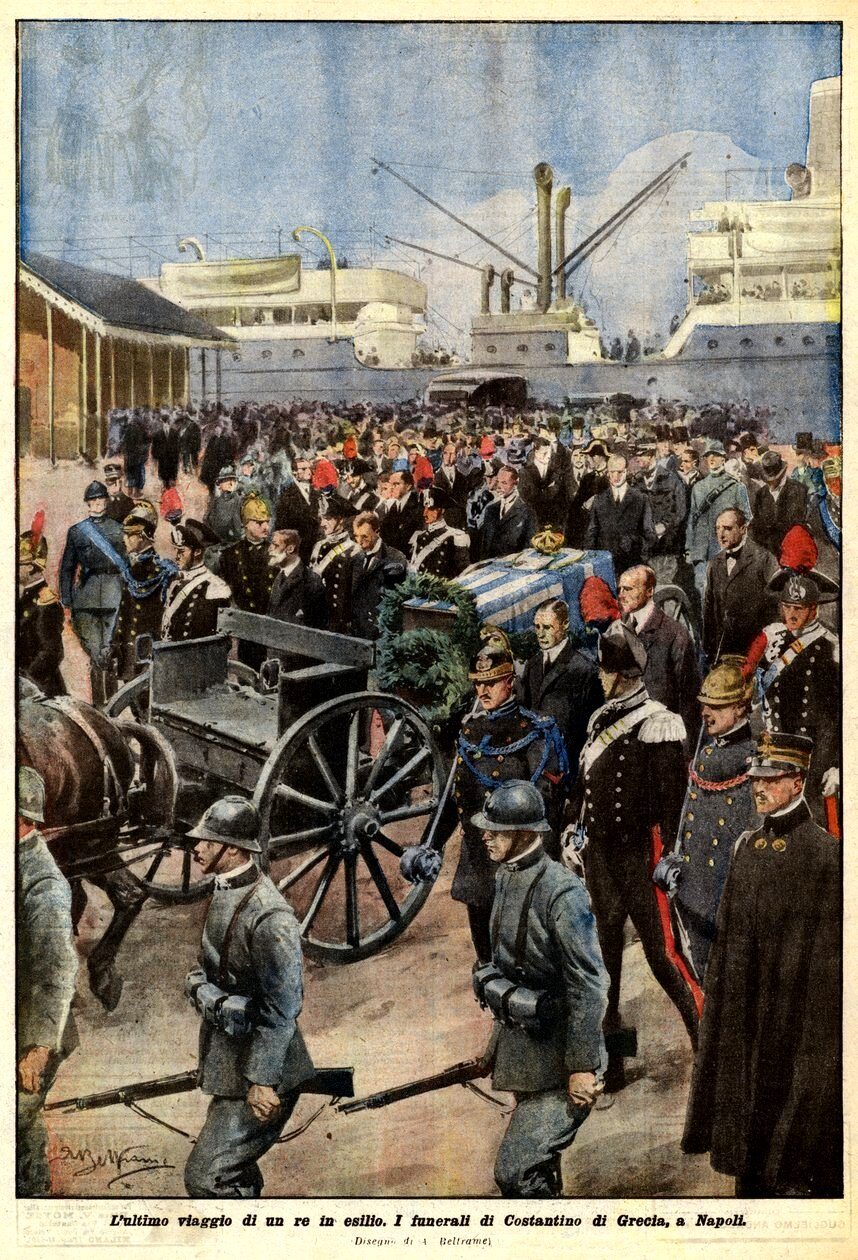
Illustrazione del funerale di Costantino a Napoli, nel 1924.

Costantino visse l'ultimo anno della sua vita in Italia, morendo di emorragia cerebrale l'11 gennaio 1923, a Palermo nella Villa Igiea. Il Governo greco si rifiutò di offrire all'ex sovrano i funerali ufficiali di stato, così la famiglia reale decise di tumulare la salma della cripta della chiesa russo ortodossa di Napoli, ricevendo gli onori dal governo italiano. L'anno successivo, nel 1924, la salma venne traslata nella chiesa russa ortodossa della Natività di Firenze e nel 1936, dopo la restaurazione della monarchia abolita nel 1924, la salma di Costantino, della madre Ol'ga e della moglie, la regina Sofia, furono tumulate nel Cimitero reale di Tatoi, per disposizione di re Giorgio II, una volta ritornato sul trono greco.

## Discendenza
Re Costantino e Sofia di Prussia ebbero sei figli:
- Giorgio II (1890 - 1947), re degli Elleni dal 1922 al 1924, quando la monarchia venne abolita, per poi essere ripristinata nel 1935, governò poi fino alla morte, avvenuta nel 1947. Sposò la principessa Elisabetta di Romania nel 1921; dall'unione non nacquero figli, così a succedergli fu il fratello Paolo.
- Alessandro (1893 - 1920), re degli Elleni dal 1917 al 1920, in seguito all'abdicazione del padre Costantino e la rinuncia ai diritti al trono del fratello Giorgio. Nel 1919 sposò Aspasia Manos, dalla quale ebbe una figlia postuma, nata nel 1921, Alessandra che divenne ultima regina di Jugoslavia.
- Elena (1896 - 1982), regina madre di Romania sotto il regno del figlio Michele I. Nel 1921 sposò Carlo II di Romania, dal quale ebbe un solo figlio, Michele. Il matrimonio finì poi nel 1928 quando la coppia divorziò.
- Paolo (1901 - 1964), re degli Elleni dal 1947 al 1964, in seguito alla morte del fratello Giorgio II. Nel 1938 sposò la principessa Federica di Hannover, dalla quale ebbe tre figli: Sofia, regina di Spagna, Costantino II, ultimo sovrano di Grecia, e Irene, principessa di Grecia.
- Irene (1904 - 1974), duchessa d'Aosta e regina consorte di Croazia, dal 1941 al 1943, in quanto moglie del principe Aimone di Savoia-Aosta, che sposò nel 1939 nella Cattedrale di Santa Maria del Fiore, a Firenze. Dall'unione nacque un unico figlio, Amedeo, pretendente al trono italiano.
- Caterina (1913 - 2007), principessa di Grecia ed ultima figlia dei sovrani Costantino e Sofia. Sposò nel 1947 Richard Brandram, militare britannico, conosciuto durante l'esilio provocato dalla Seconda guerra mondiale. Fu una delle ultime pronipoti della regina Vittoria del Regno Unito.

## Ascendenza
|                                  |                    |                                | Genitori                                    |  |  | Nonni |  |  | Bisnonni                                                       |  |  | Trisnonni                                            |  |
|                                  |                    |                                |                                             |  |  |       |  |  | Federico Guglielmo di Schleswig-Holstein-Sonderburg-Glücksburg |  |  | Federico Carlo di Schleswig-Holstein-Sonderburg-Beck |  |
|                                  |                    |                                |                                             |  |  |       |  |  | Federico Guglielmo di Schleswig-Holstein-Sonderburg-Glücksburg |  |  | Federico Carlo di Schleswig-Holstein-Sonderburg-Beck |  |
|                                  |                    | Federica di Schlieben          |                                             |  |  |       |  |  | Federico Guglielmo di Schleswig-Holstein-Sonderburg-Glücksburg |  |  |                                                      |  |
| Cristiano IX di Danimarca        |                    |                                |                                             |  |  |       |  |  | Federico Guglielmo di Schleswig-Holstein-Sonderburg-Glücksburg |  |  |                                                      |  |
|                                  |                    | Luisa Carolina d'Assia-Kassel  | Carlo d'Assia-Kassel                        |  |  |       |  |  |                                                                |  |  |                                                      |  |
|                                  |                    | Luisa Carolina d'Assia-Kassel  | Carlo d'Assia-Kassel                        |  |  |       |  |  |                                                                |  |  |                                                      |  |
|                                  |                    | Luisa Carolina d'Assia-Kassel  | Luisa di Danimarca                          |  |  |       |  |  |                                                                |  |  |                                                      |  |
| Giorgio I di Grecia              |                    | Luisa Carolina d'Assia-Kassel  |                                             |  |  |       |  |  |                                                                |  |  |                                                      |  |
|                                  |                    | Guglielmo d'Assia-Kassel       | Federico d'Assia-Kassel                     |  |  |       |  |  |                                                                |  |  |                                                      |  |
|                                  |                    | Guglielmo d'Assia-Kassel       | Federico d'Assia-Kassel                     |  |  |       |  |  |                                                                |  |  |                                                      |  |
|                                  |                    | Guglielmo d'Assia-Kassel       | Carolina di Nassau-Usingen                  |  |  |       |  |  |                                                                |  |  |                                                      |  |
| Luisa d'Assia-Kassel             |                    | Guglielmo d'Assia-Kassel       |                                             |  |  |       |  |  |                                                                |  |  |                                                      |  |
|                                  |                    | Luisa Carlotta di Danimarca    | Cristiano VIII di Danimarca                 |  |  |       |  |  |                                                                |  |  |                                                      |  |
|                                  |                    | Luisa Carlotta di Danimarca    | Cristiano VIII di Danimarca                 |  |  |       |  |  |                                                                |  |  |                                                      |  |
|                                  |                    | Luisa Carlotta di Danimarca    | Carlotta Federica di Meclemburgo-Schwerin   |  |  |       |  |  |                                                                |  |  |                                                      |  |
| Costantino I di Grecia           |                    | Luisa Carlotta di Danimarca    |                                             |  |  |       |  |  |                                                                |  |  |                                                      |  |
|                                  | Nicola I di Russia | Paolo I di Russia              |                                             |  |  |       |  |  |                                                                |  |  |                                                      |  |
|                                  | Nicola I di Russia | Paolo I di Russia              |                                             |  |  |       |  |  |                                                                |  |  |                                                      |  |
|                                  | Nicola I di Russia | Sofia Dorotea di Württemberg   |                                             |  |  |       |  |  |                                                                |  |  |                                                      |  |
| Konstantin Nikolaevič di Russia  | Nicola I di Russia |                                |                                             |  |  |       |  |  |                                                                |  |  |                                                      |  |
|                                  |                    | Carlotta di Prussia            | Federico Guglielmo III di Prussia           |  |  |       |  |  |                                                                |  |  |                                                      |  |
|                                  |                    | Carlotta di Prussia            | Federico Guglielmo III di Prussia           |  |  |       |  |  |                                                                |  |  |                                                      |  |
|                                  |                    | Carlotta di Prussia            | Luisa di Meclemburgo-Strelitz               |  |  |       |  |  |                                                                |  |  |                                                      |  |
| Olga Kostantinovna di Russia     |                    | Carlotta di Prussia            |                                             |  |  |       |  |  |                                                                |  |  |                                                      |  |
|                                  |                    | Giuseppe di Sassonia-Altenburg | Federico di Sassonia-Hildburghausen         |  |  |       |  |  |                                                                |  |  |                                                      |  |
|                                  |                    | Giuseppe di Sassonia-Altenburg | Federico di Sassonia-Hildburghausen         |  |  |       |  |  |                                                                |  |  |                                                      |  |
|                                  |                    | Giuseppe di Sassonia-Altenburg | Carlotta Georgina di Meclemburgo-Strelitz   |  |  |       |  |  |                                                                |  |  |                                                      |  |
| Alessandra di Sassonia-Altenburg |                    | Giuseppe di Sassonia-Altenburg |                                             |  |  |       |  |  |                                                                |  |  |                                                      |  |
|                                  |                    | Amalia di Württemberg          | Ludovico Federico Alessandro di Württemberg |  |  |       |  |  |                                                                |  |  |                                                      |  |
|                                  |                    | Amalia di Württemberg          | Ludovico Federico Alessandro di Württemberg |  |  |       |  |  |                                                                |  |  |                                                      |  |
|                                  |                    | Amalia di Württemberg          | Enrichetta di Nassau-Weilburg               |  |  |       |  |  |                                                                |  |  |                                                      |  |
|                                  |                    | Amalia di Württemberg          |                                             |  |  |       |  |  |                                                                |  |  |                                                      |  |

### Ascendenza patrilineare
1. Elimar I, conte di Oldenburg, *1040 †1112
2. Elimar II, conte di Oldenburg, *1070 †1142
3. Cristiano I, conte di Oldenburg, *1123 †1167
4. Maurizio I, conte di Oldenburg, *1150 †1209
5. Cristiano II, conte di Oldenburg, *1175 †1233
6. Giovanni I, conte di Oldenburg, *1204 †1270
7. Cristiano III, conte di Oldenburg,*1231 †1285
8. Giovanni II, conte di Oldenburg, *1270 †1316
9. Corrado I, conte di Oldenburg, *1302 †1347
10. Cristiano V, conte di Oldenburg, *1342 †1399
11. Dietrich, conte di Oldenburg, *1390 †1440
12. Cristiano I, re di Danimarca, Norvegia e Svezia, *1426 †1481
13. Federico I, re di Danimarca e Norvegia, *1471 †1533
14. Cristiano III, re di Danimarca e Norvegia, *1503 †1559
15. Giovanni, duca di Schleswig-Holstein-Sonderburg, *1545 †1622
16. Alessandro, duca di Schleswig-Holstein-Sonderburg, *1573 †1627
17. Augusto Filippo, duca di Schleswig-Holstein-Sonderburg-Beck, *1612 †1675
18. Federico Luigi, duca di Schleswig-Holstein-Sonderburg-Beck, *1653 †1728
19. Pietro Augusto, duca di Schleswig-Holstein-Sonderburg-Beck, *1697 †1775
20. Carlo Antonio Augusto, duca di Schleswig-Holstein-Sonderburg-Beck, *1727 †1759
21. Federico Carlo Ludovico, duca di Schleswig-Holstein-Sonderburg-Beck, *1757 †1816
22. Federico Guglielmo, duca di Schleswig-Holstein-Sonderburg-Glücksburg, *1785 †1831
23. Cristiano IX, re di Danimarca, *1818 †1906
24. Giorgio I, re degli Elleni, *1845 †1913
25. Costantino I, re degli Elleni, *1868 †1923